# Мито Хадживасилев
Мито Хадживасилев – Ясмин (на македонска литературна норма: Мито Хаџивасилев - Јасмин) е югославски политик и държавник.

## Биография
Роден е в Кавадарци на 21 декември 1922 година. Учи в юридическия факултет на Белградския университет. Става член на местния комитет на КПЮ за Македония, секретар на Съюза на комунистическата младеж на Югославия в Кавадарци, член на Втория областен комитет на КПМ, заместник-политически комисар на Трета оперативна зона на НОВ и ПОМ и на Втора македонска ударна бригада (от 20 декември 1943 до май 1944; втори път от 19 декември 1944)  и член на Областния комитет на НОО в Битоля. Сътрудничи на вестник „Народна борба“. След Втората световна война е главен редактор на „Нова Македония“, пръв председател на Дружеството на новинарите на Македония, член на ИК на ЦК на СКМ, Председател на Събранието на Македония с едногодишен мандат от 12 май 1967 г. Умира на 1 август 1968 година в Макарска, днес Хърватия.